# 一個國家的誕生
《一個國家的誕生》（英語：The Birth of a Nation，原名《同族人》（The Clansman）），是美國電影史上最有影響力、也最具爭議性的電影之一，也因為電影播放時間長達三小時，成為有史以來，世上首部具有巨大社會影響的電影作品。
此片由戴维·沃克·格里菲思執導，情節設定在南北戰爭期間及戰後，於1915年2月8日首映。由於拍攝手法的創新，以及因為對白人優越主義的提倡和對三K黨的美化所引起的爭議性，使得此片在電影史上有着重要的地位。《一個國家的誕生》的劇本是改編自小托马斯·迪克逊將三K黨描寫成英雄的小說和舞台劇《同族人》。

## 劇情概要
此片最初是以一個中場休息分為前後兩部份的。故事的前半段描述內戰前的美國，從兩個家族的並排對照切入：
- 北方的史東曼家族（Stonemans）：包括主張廢奴的眾議員奧斯汀·史東曼，原型是重建時期眾議員撒迪厄斯·史蒂文斯、他的兩個兒子以及女兒愛茜（Elsie），
- 南方的卡梅隆家族（Camerons）：有兩個女兒，瑪格麗特（Margaret）和芙蘿拉（Flora）、三個兒子，最有名的是班（Ben）。

史東曼家的男孩們到南卡羅萊納的卡梅隆莊園去拜訪卡梅隆一家，那兒是老南部（Old South）的頂點，也是老南方所代表的一切最繁華的時代。史東曼的大兒子和瑪格麗特·卡梅隆墜入情網，班·卡梅隆也望着愛茜·史東曼的畫像如癡如醉。南北戰爭爆發時，這兩家的每一個男孩各自加入了己方的軍隊。一支由白人軍官帶領的黑人民兵洗劫了卡梅隆莊園，並且企圖強暴卡梅隆家的每一個女眷，但邦聯軍隊擊潰這些民兵，拯救了她們。同時，史東曼最小的兒子和卡梅隆家的兩個男孩都戰死沙場；班·卡梅隆也在一場英勇的戰鬥中負傷，這一戰使他贏得了「小上校」（the Little Colonel）的綽號，這也成为了在之后的情节中影片對他的稱呼。小上校被送進一所北軍的醫院，在那兒和擔任護士的愛茜重逢。戰爭結束，亞伯拉罕·林肯在福特劇院遭到暗殺，則使奧斯汀·史東曼及其他激進派眾議員得以透過重建「懲罰」南方的脫離聯邦。

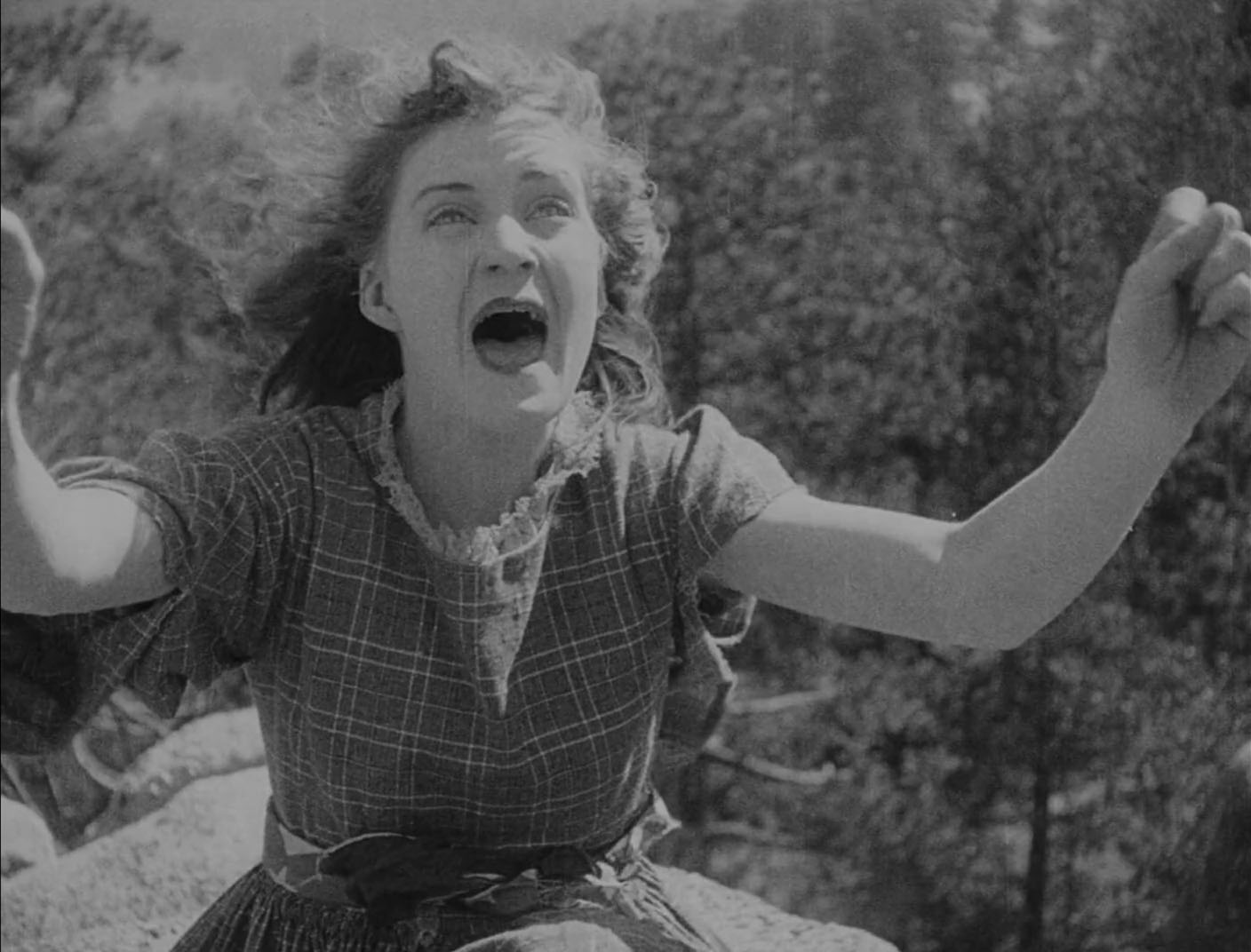
芙蘿拉試圖逃離格斯的追逐。

後半段則開始敘述重建時期。史東曼和他的黑白混血門徒塞拉斯·林奇（Silas Lynch）來到南卡羅萊納，親自實行他們透過選舉作票（election fraud）加強南方黑人力量的計畫。同時，班受到白人小孩裝鬼嚇跑黑人小孩的啟發，想出了一個試圖扭轉南方白人明顯失勢狀態的計畫，那就是組織三K黨，儘管他成為三K黨一員的事實激怒了愛茜。
隨後，一個性格兇殘，圖謀佔有白種女人的前奴隸格斯（Gus）粗野地向芙蘿拉求婚。她逃進森林，格斯緊追不捨；最後，在斷崖邊上無路可逃的芙蘿拉跳崖自盡，以免自己遭到強暴。三K黨的反應則是追捕格斯，將他私刑處死，並把他的屍體放在副州長塞拉斯·林奇的門前。林奇隨即展開報復，下令取締三K黨，卡梅隆一家逃過黑人民兵的追捕，躲進兩名前聯邦士兵所住的一間小屋；根據字幕，兩人同意幫助他們過去的南方敵人捍衛他們的「雅利安人的天賦權利」（Aryan birthright）。
這時，在奧斯汀·史東曼離開之後，林奇試圖逼迫愛茜嫁給他。喬裝打扮的三K黨人發現了她的處境，趕緊到別處求救兵。此時勢力達到極盛的三K黨騎着馬回來解救她，並且把握機會將所有黑人逐出他們的住所。而在此同時，林奇的民兵開始圍攻卡梅隆一家藏身的小屋，但三K黨人又一次及時拯救他們。大獲全勝的三K黨人上街遊行慶祝，鏡頭隨即跳到下一次大選，投票當天武裝騎馬的三K黨出現在黑人的住處外，嚇得黑人不敢投票。電影的結局是雙重大團圓，菲爾·史東曼和瑪格麗特·卡梅隆，以及班·卡梅隆和愛茜·史東曼兩對佳偶終成眷屬。最後一幕顯示，遭受神話般的戰神壓迫的大眾，突然發現自己在耶穌基督的聖像下重獲平靜；最後一行字幕更是極盡華麗地呼籲：「我們難道不敢夢想一個不再由殘忍戰神統治的黃金時代，取而代之的是和平之城（City of Peace）裡安坐於友愛殿堂（Hall of Brotherly Love）的仁慈君王。」

## 演員
- 瑪麗·奧爾登（Mary Alden）
- 艾爾瑪·克里夫頓（Elmer Clifton）
- 羅伯·齊克（Robert Cheek）
- 米麗亞姆·庫柏（Miriam Cooper）
- 約瑟芬·克羅韋爾（Josephine Crowell）
- 凱文·弗拉文（Kevin Flavin）
- 華特·朗（Walter Long）
- 山姆·德·格萊西（Sam de Grasse）
- 桃樂絲·吉許（Dorothy Gish）
- 莉蓮·吉許
- 羅伯·哈倫（Robert Harron）
- 梅·馬素（Mae Marsh）
- 華萊士·瑞德（Wallace Reid）
- 斯波蒂斯伍德·艾特肯（Spottiswoode Aitken）
- 阿爾瑪·魯本斯（Alma Rubens）
- 蘇泰文女士（Madame Sul-Te-Wan）
- 亨利·沃爾索（Henry B. Walthall）
- 約瑟夫·赫納貝瑞（Joseph Henabery）
- 蒙蒂·布魯（Monte Blue）
- 拉烏爾·沃爾什（Raoul Walsh）
- 唐納·克里斯普（Donald Crisp）
- 吉布森·高蘭德（Gibson Gowland）
- 尤金·佩里特（Eugene Pallette）
- 艾爾摩·林肯（Elmo Lincoln）
- 約翰·福特
- 維奧萊特·威爾基（Violet Wilkey）[2]

## 對原著的改編
全片是以湯瑪士·狄克森的兩部小說《同族人》和《美洲豹的斑點》為藍本。二月在洛杉磯克魯恩會堂（Clune's Auditorium）首映的片名仍是《同族人》，但由於作者湯瑪士·狄克森的建議，三週後（3月3日）在紐約時代廣場的自由劇院正式舉行東岸首映時，片名也隨之更改。
片名自「同族人」改為「一個國家的誕生」，反映了格里菲斯的信念：在南北戰爭前，美國只是一個由彼此敵對的各州所組成的鬆散聯合體，北方戰勝了南方分離的各州，則最終將聯邦各州結合於同一個國家權威之下。然而，三K黨即使到了今日也以保衛「白人女性」的「隱形帝國」和「隱形國家」自命，因此也有些人將片名解釋為「一個隱形國家的誕生」（The Birth of the Invisible Nation）。

## 製片過程

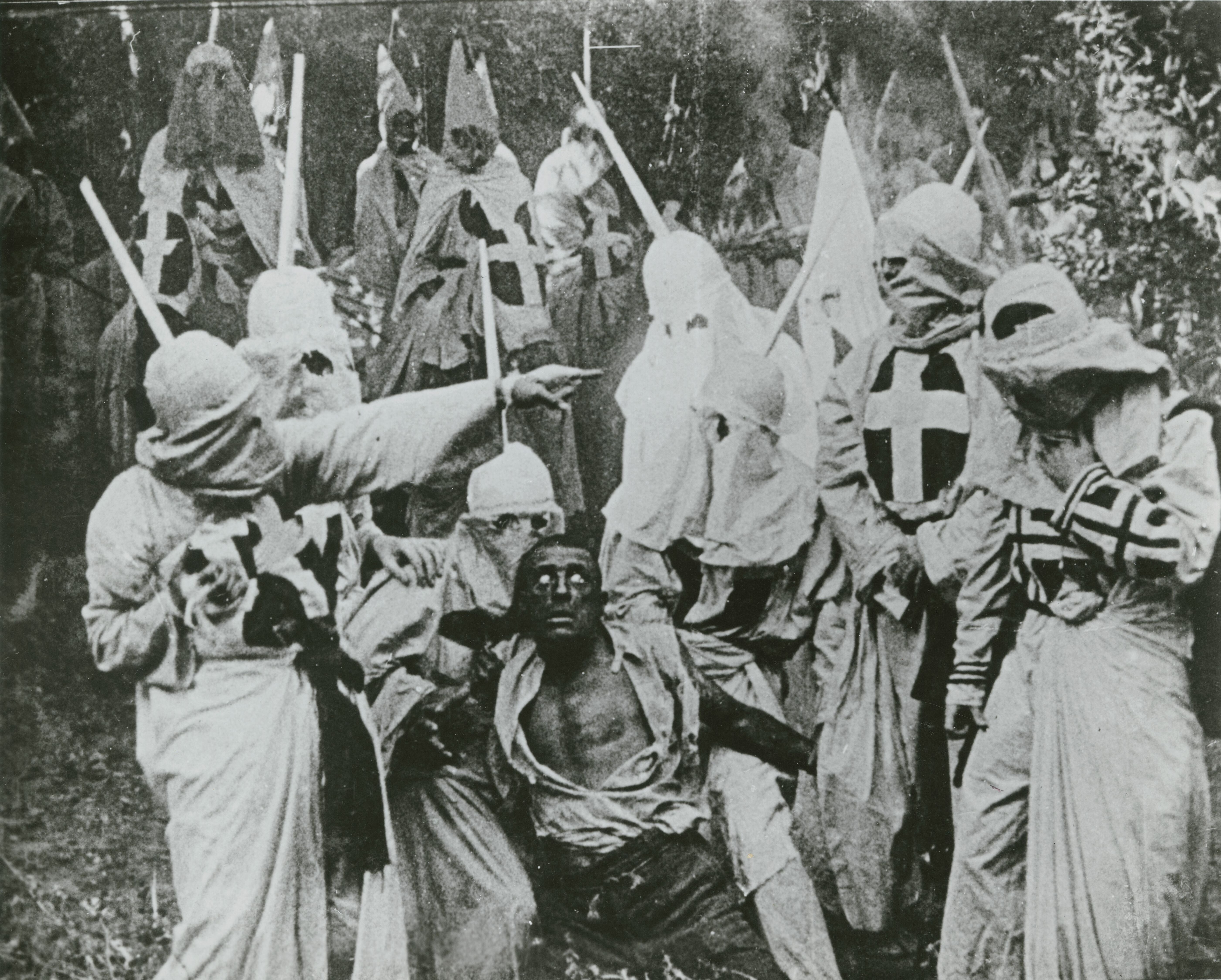
戴着頭罩的三K黨人抓住了格斯。電影製片者將這名黑人形容為「一個叛徒、提包客所傳播的邪惡教條之產物。」

格里菲斯同意付給狄克森一萬美元，以購買其劇本《同族人》的版權，但金錢卻不敷使用，只能支付最初選擇權的2,500美元。為了抵償欠款，他同意給予狄克森電影紅利的百分之二十五。狄克森勉強接受，但電影史無前例的成功卻讓他一夜致富：狄克森的收益在當時創下了原作者自電影獲得的最高總額，多達數百萬美元。
格里菲斯的預算從四萬美元開始，但這部電影最終花了他十一萬美元（相當於2007年的220萬美元）。結果，格里菲斯不得不一再為電影尋找新的資金來源。該片二美元的票價（相當於2007年的40美元）創史上新高，但它一直是有史以來最賺錢的電影，直到《白雪公主和七個小矮人》在1937年取而代之。
西點軍校的工兵為南北戰爭戰鬥場景提供技術指導，同時為格里菲斯帶來片中使用的大量火砲。
此片於1915年2月8日在洛杉磯市中心的克魯恩會堂首映。

## 種族主義

### 政治意識形態

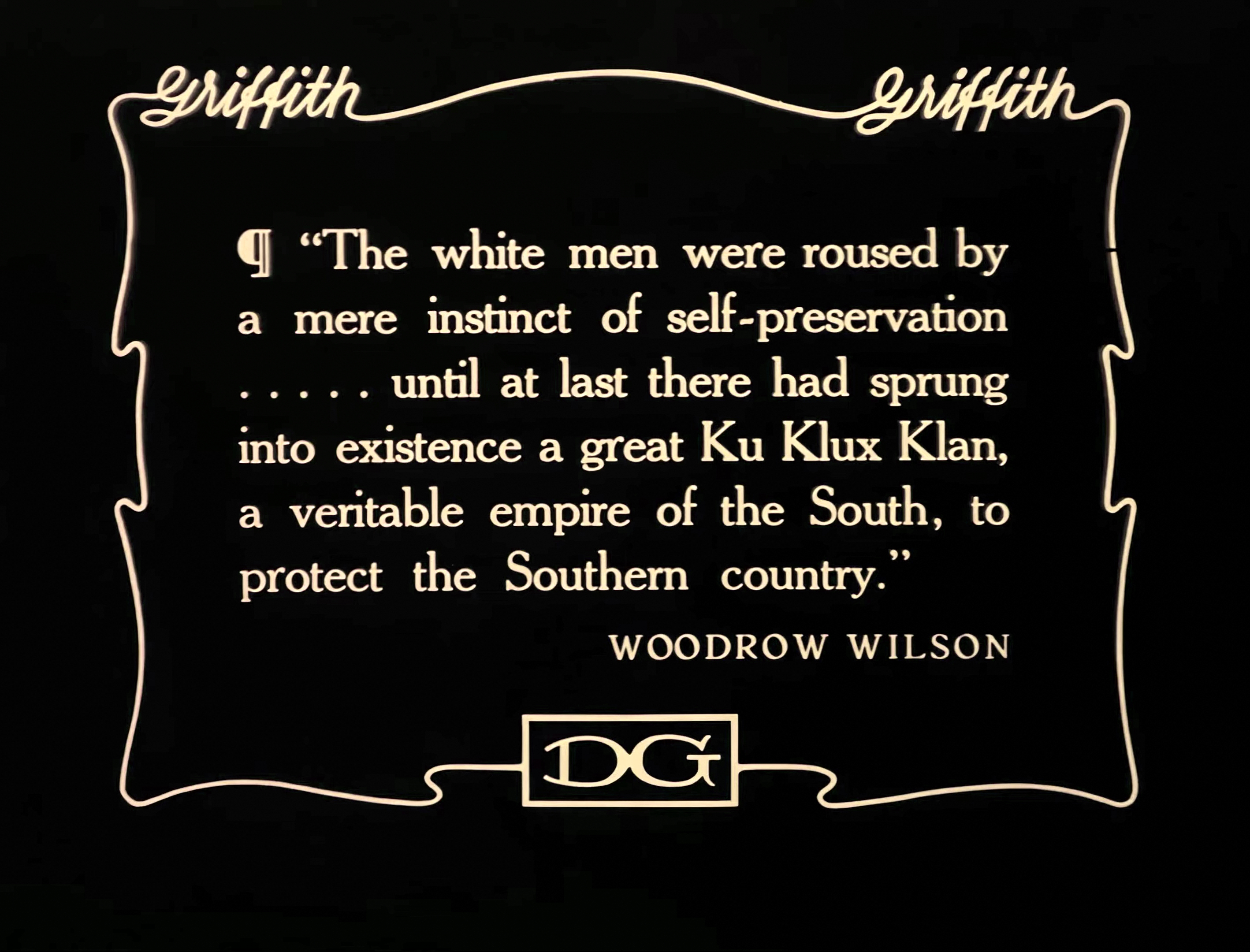
伍德羅·威爾遜的《美國人民史》（History of The American People）被引述於「國家的誕生」之中。

此片由於對歷史的詮釋角度而倍受爭議。休士頓大學電影史學者史蒂芬·敏茲（Steven Mintz）將此片傳達的訊息概述如下：重建是一場大災難，黑人永遠不可能平等整合於白人社會之中，三K黨的暴力行為則被合理化為重建正直政府的行動。此片將內戰後的南方描繪成因為南方的敵人（廢奴主義者、黑白混血兒、和來自北方的提包共和黨政客）操縱黑人對抗南方白人而岌岌可危，並暗示三K黨是重建秩序的一方。這也是當時美國白人歷史學者幾乎一面倒的看法，其中以唐寧學派最具代表性，但它也受到W·E·B·杜波依斯及同時其他黑人歷史學者的強烈批判，而唐寧學派對這些人完全不予理會。某些學者甚至到第二次世界大戰結束還堅持這個觀點，例如E·梅頓·寇特（E. Merton Coulter）的《重建下的南方》（The South Under Reconstruction，1947年）；直到1950和60年代的民權運動，才能讓新一代史家（如艾瑞克·方納（Eric Foner））重新思考重建時期，對那個時代產生不同的看法。
此片的許多內容在今天的觀眾看來，似乎都是駭人聽聞的種族主義：片中的黑人色瞇瞇地尾隨着白種女人，黑人議員則在議事進行中大啖雞肉，還把鞋子脫掉。儘管此片用了幾位黑人演員飾演次要角色，但絕大多數的黑人或混血兒角色，都是由黑臉扮裝（blackface）的白人演員飾演。這是好萊塢當時的流行風尚，因為任何一個和白人女演員近距離接觸的角色，都必須要由白人男性飾演 （例如卡梅隆家的女僕不僅是白人，而且明顯是男性）。
其中一段插卡字幕（intertitle）宣稱，接下來的場景來自於一幀州議會的真實照片；但這段字幕事實上被安插在一個空無一人的法庭場景，而後隨場景淡出，開始上演黑人的譁眾取寵鬧劇。這被認為是格里菲斯的掩飾手法；他實際上是以空無一人的法院照片作為場景來源，但卻以字幕的說法誤導觀眾。

### 回應
儘管此片獲利豐厚，也獲得一些白人影評及廣大白人影迷的喜愛，卻也從上映開始就遭受黑人的強烈抗議。電影在各地的首映廣受新近成立的全國有色人種促進協會抗議。格里菲斯說，嚴厲的批判令他感到意外。
《一個國家的誕生》所表述的政見，使它一上映就引發對立。波士頓、費城及其他大城市都發生暴動，而芝加哥、俄亥俄州、丹佛、匹茲堡、聖路易、堪薩斯城和明尼阿波利斯則禁止此片上映。據傳，這部電影創造了一個鼓勵白人幫派攻擊黑人的氛圍。在印地安納州的拉法葉，一名白人在看完此片之後殺害了一個黑人青少年。
原著劇本《同族人》的作者湯瑪士·狄克森曾是威爾遜總統的同班同學。狄克森在白宮為總統、部會首長和他們的家人安排了一次放映。據報導，威爾遜對電影的評語是「宛如以閃電刻劃歷史。我唯一的遺憾是，這一切竟是如此真實。」亞瑟·林克（Arthur Link）在《威爾遜：新自由》（Wilson: The New Freedom）一書中則引用威爾遜機要秘書約瑟夫·塔默提（Joseph Tumulty）的證言，否認威爾遜說過這些話，並宣稱「總統在放映之前對這部劇本的性質一無所知，並且從未對它表示讚許」。這個在報章雜誌上一再重複出現的錯誤引述，顯然出自狄克森本人，他為了宣傳這部電影幾乎不擇手段，甚至以「聯邦政府認可」的名目進行推銷。然而，在此片引發的爭議擴大之後，威爾遜卻在私人通信中表示不贊成這一「不幸的產品」。
幾位獨立的黑人製作者則發表了埃米特·史考特（Emmett J. Scott）導演的《一個種族的誕生》（The Birth of a Race，1919年），以回應《一個國家的誕生》。這部描繪黑人正面形象的影片慘遭白人影評痛批，但黑人影評，以及前往種族隔離戲院觀賞的影迷們卻讚不絕口。身兼導演、製片人和作家三者的奧斯卡·米修（Oscar Michaeux）也以《在我們的家門裡》（Within Our Gates，1919年）回應《一個國家的誕生》，並以一個好色的白人侵犯黑人女性的情節，逆轉了格里菲斯片中的一個關鍵場景。
《一個國家的誕生》也和三K黨的復活密不可分，它在長期銷聲匿跡之後，於此片上映的同一年重振旗鼓；它還影響北方對於南方輿論的轉變。 即使已經過了半世紀，親邦聯的理想主義仍在南方流傳，並對國家意識形態的統一造成阻礙。 直到1970年代，三K黨仍將此片用作招募新兵的工具。
即使在上映將近一世紀之後，此片仍然充滿爭議性。2000年2月22日，《洛杉磯時報》編輯克勞蒂亞·考克爾（Claudia Kolker）在一篇名為歷史學家正視國家血腥過往時的痛苦呈現（A Painful Present as Historians Confront a Nation's Bloody Past）的報導中寫道：

一戰結束既帶來了經濟危機，也引發了一場影響遍及少數族群和工會團體的恐共熱潮。就在三年之前，死去多時的三K黨則在電影《一個國家的誕生》幫助下借屍還魂。

## 對電影史的重要性
此片於1915年問世，由於確立了劇情長片（feature-length film，長度超過60分鐘的電影皆屬之）的未來發展，同時落實了電影語言的運用而為人稱道。
它是當時收益最高的電影，據現有的謝巴德版（Shepard version）DVD封面所述，此片的門票收入超過一千萬美元（相當於2007年的兩億美元）。
1992年，美國國會圖書館認為此片具有「文化上的重要性」（culturally significant），並選入美國國家電影保護局典藏。
美國電影學會曾分別在1998年、2007年評選百年百大電影、百年百大電影（10週年版）（AFI's 100 Years... 100 Movies （10th Anniversary Edition））。此片曾列在1998年的百年百大電影名單第44名，但是在新版退出前一百名之外。
儘管劇情充滿爭議，此片還是受到許多影評人的讚許。羅傑·艾伯特即表示：「《一個國家的誕生》並不因為主張邪惡而成為爛片。如同莱尼·里芬斯塔尔的《意志的勝利》，它是一部為邪惡申辯的偉大電影。瞭解它如何為邪惡辯護，不僅是學到更多對電影的知識，更能使我們對邪惡多了解一些。」
電影史學者喬納森·萊柏（Jonathan Lapper）的看法正好相反，他主張此片不應該再被視為經典名作。他在一個國家的迷思（The Myth of a Nation）這篇文章中寫道：「大多數影評人（業已）對這部電影形成了一種延續至今的反應模式：讚美該片的技巧、譴責該片的內容、讓技術這張王牌壓倒內容，最後宣布它是傑作。」但他認為，將電影的內容和技術二分是偽善的作法。
肯塔基州奧爾德姆郡的官方網站，將出身該郡的D·W·格里菲斯列為知名人物，並以此片作為他最偉大的成就。

## 續集
此片的續集於一年後（1916年）上映，名為《一个国家的衰亡》。該片由湯瑪士·狄克森執導，片名取自他的同名小說。電影分為三幕，還有一段開場白。這部續集咸認已亡佚。

## 備註
1. 1923年上海市放映時譯名

## 脚注
1. 赵晶.语言转换·广告效应·文化机制——1920-1949年沪映美片中文片名研究[J].当代电影,2017,(11):141-146.
2. ↑  Filmography at The New York Times Movies
3. ↑  Russell Merritt, "Dixon, Griffith, and the Southern Legend." Cinema Journal, Vol. 12, No. 1. (Autumn, 1972).
4. 1 2 3  消費者物價指數計算表 （页面存档备份，存于）取自明尼亞波利斯聯邦儲備銀行網站。
5. ↑  Seelye, Katharine Q. "When Hollywood's Big Guns Come Right From the Source." The New York Times, 10 June 2002.
6. ↑  .   [2006-03-20]. （原始内容存档于2005-12-12）.
7. ↑  . www.thirteen.org.   [2020-06-19]. （原始内容存档于2022-01-06）.
8. ↑  Letter from J. M. Tumulty, secretary to President Wilson, to the Boston branch of the NAACP, quoted in Link, Wilson.
9. ↑  Woodrow Wilson to Joseph P. Tumulty, April 28, 1915 in Wilson, Papers, 33:86.
10. ↑  . Los Angeles Times. 2000-02-22  [2020-06-19]. （原始内容存档于2020-11-02）.
11. ↑  .   [2021-02-10]. （原始内容存档于2011-02-24）.
12. ↑  .   [2007-10-19]. （原始内容存档于2007-12-28）.
13. ↑  .   [2007-10-19]. （原始内容存档于2021-07-09） –IMDB.
14. ↑  Slide, Anthony. . Project MUSE. 2004  [September 16, 2018]. ISBN 9780813171913. （原始内容存档于2016-03-04）.

## 外部連結
- 互联网电影数据库（IMDb）上《一個國家的誕生》的资料（英文）
- TCM电影资料库上《一个国家的诞生》的资料（英文）
- 豆瓣电影上《一個國家的誕生》的資料 （简体中文）
- Rebirth of a Nation - D.J. Spooky的混製版（需flash軟體）
- 對於此片的詳盡敘述 （页面存档备份，存于）
- "Art (and History) by Lightning Flash": The Birth of a Nation以及黑人的抗議
- The Birth of a Nation （页面存档备份，存于）在羅傑·伊伯特的偉大電影片單上
- The Birth of a Nation （页面存档备份，存于）見於filmsite.，该網站為經典電影提供易於理解的概述
- The Myth of a Nation喬納森·萊柏發表於Cinema Styles網站
- Watch the full movie在Google Video上
- Souvenir Guide for The Birth of a Nation，由Portal to Texas History（页面存档备份，存于）主持